# Hydrodessus phyllisae
Hydrodessus phyllisae är en skalbaggsart som beskrevs av Spangler 1985. Hydrodessus phyllisae ingår i släktet Hydrodessus och familjen dykare. Inga underarter finns listade i Catalogue of Life.